# Johan Turi

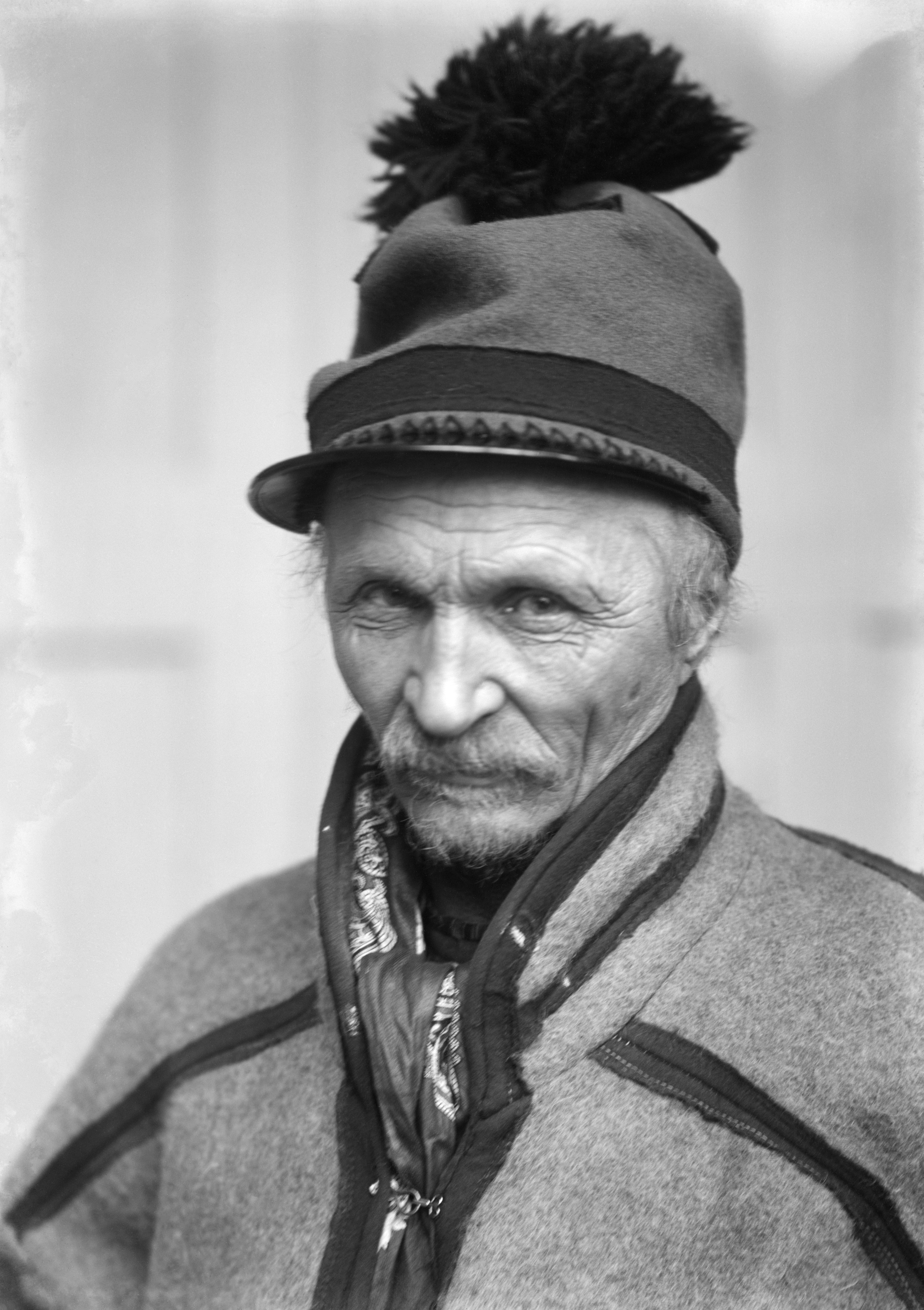
Johan Turi (fotografia Axela Malmströma, między 1910 a 1030)

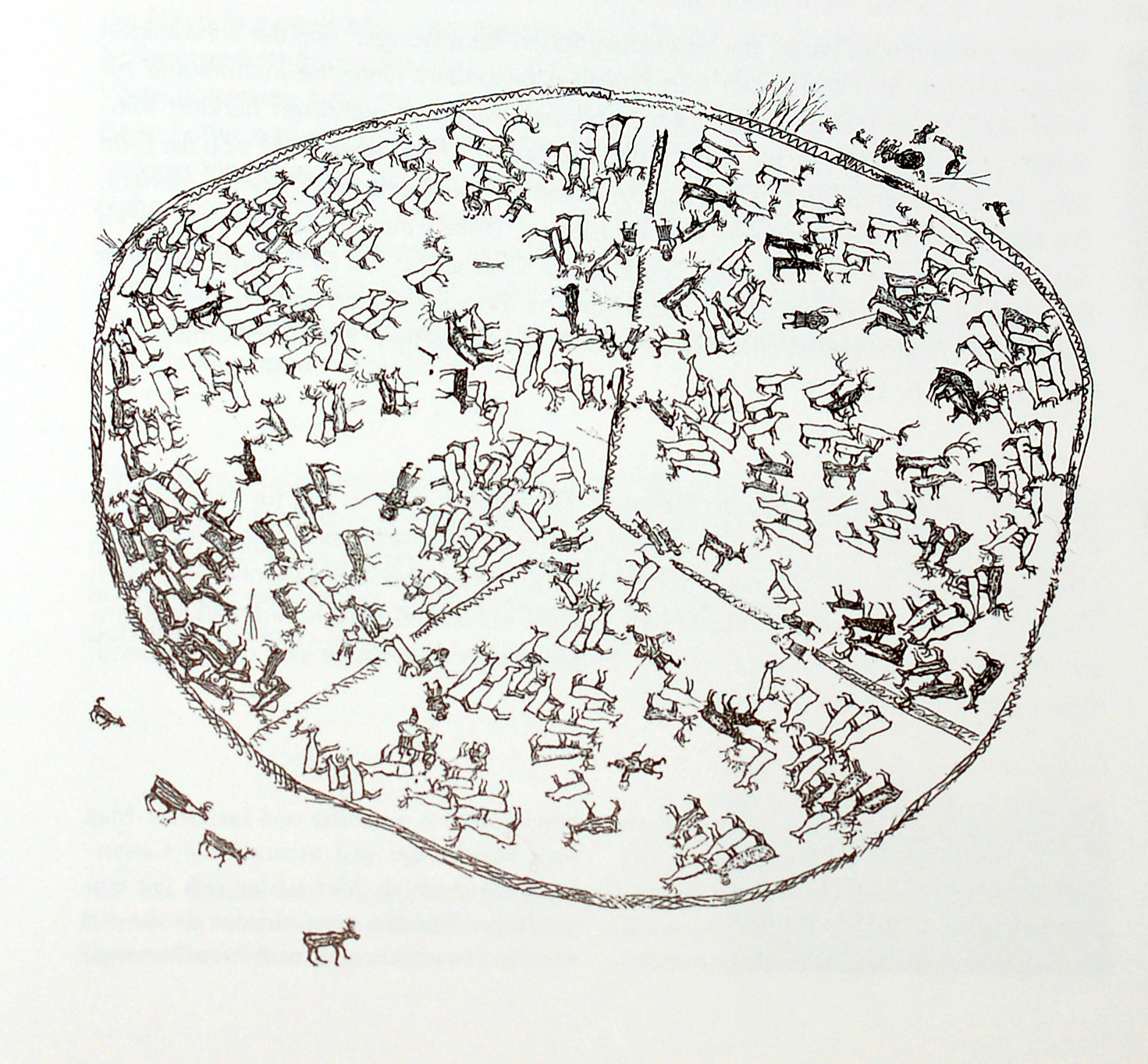
Johan Turi: Obóz reniferów

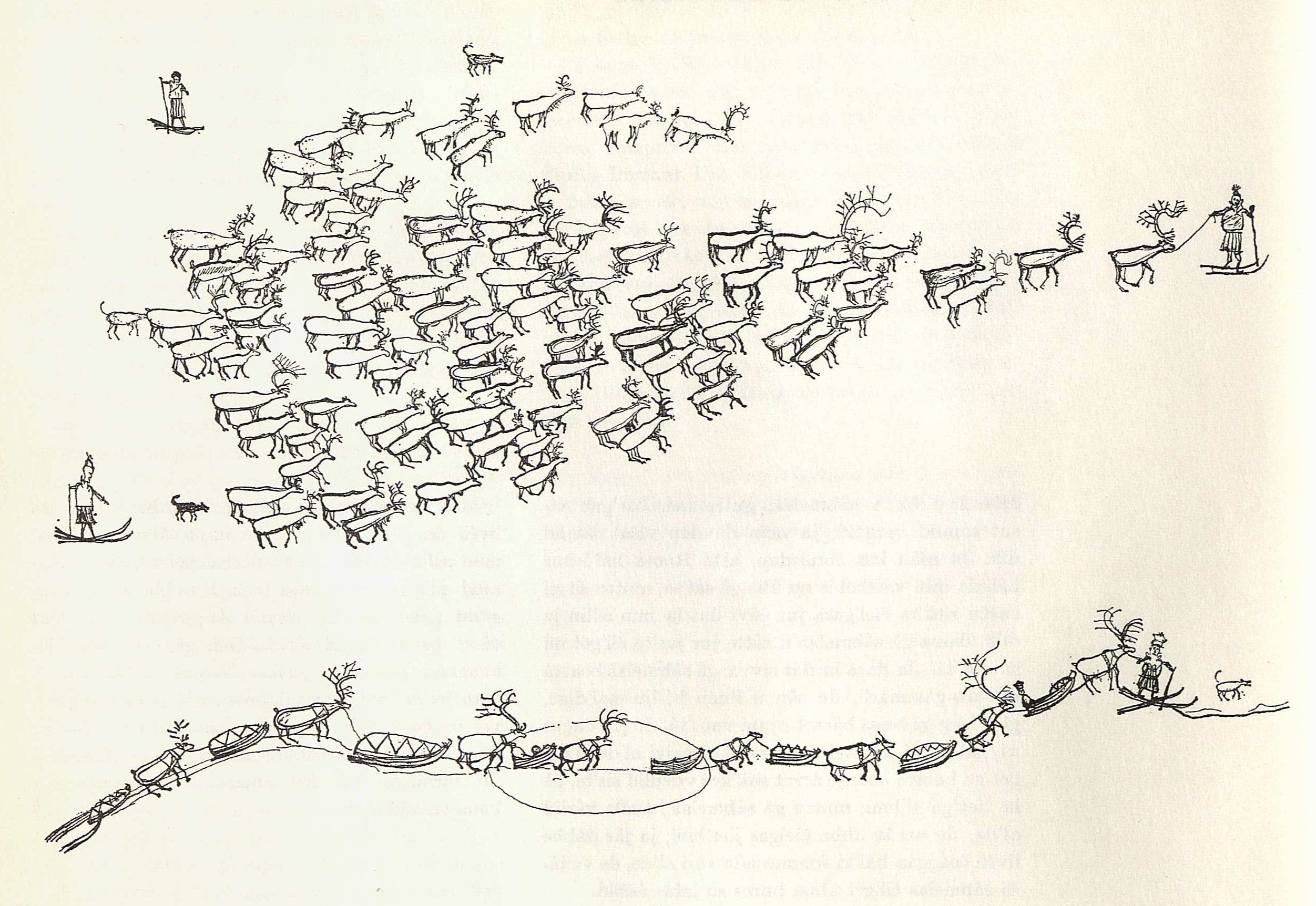
Johan Turi: Wędrówka reniferów

Johan Turi, także Johan Thuuri lub Johan Thuri (ur. 10 marca 1854 w Kautokeino, Norwegia, zm. 30 listopada 1936 w parafii Jukkasjärvi, Szwecja) – pierwszy saamski autor piszący o warunkach życia Saamów.

## Życie
W związku z zajęciem Finlandii przez Rosję po wojnie ze Szwecją w 1809 roku i zamknięciem granic Finlandii Johan Turi przeniósł się podobnie jak wielu innych Saamów w XIX w. do Szwecji i osiedlił się w Talma sameby.
Przez wiele lat Johan Turi chciał napisać książkę o życiu górskich Saamów. Nigdy nie chodził do szkoły, ale nauczył się czytać i pisać jako dorosły. Początkowo pisał w języku fińskim, bo sądził, że Saamów było zbyt mało, by książka napisana w ich języku mogła odnieść sukces. Przeszedł jednak na pisanie w języku ojczystym, w północnosaamskim dialekcie z Kautokeino. Johan Turi spotkał się z niezrozumieniem otoczenia, uważającego takie przedsięwzięcie za niepotrzebne. W 1904 roku spotkał duńską autorkę Emilie Demant-Hatt, która chciała spędzić rok z górskimi Saamami. Pomógł jej urzeczywistnić to pragnienie, a ona w zamian za to zobowiązała się pomóc mu przy książce. Zamiar ten został urzeczywistniony w roku 1907. Johan Turi i Emilie Demant-Hatt przenieśli się wtedy do chaty nad jeziorem Torneträsk. On pisał, a ona dbała o dom, a także podtrzymywała jego chęć pracy. Kiedy Turi kilka miesięcy później ukończył pisanie, Emilie Demant-Hatt uporządkowała rękopis, który składał się z różnych zeszytów i luźnych kartek. Jej bliski przyjaciel Hjalmar Lundbohm, dyrektor zarządzający LKAB w Kirunie, zadbał o jego wydanie. Książka otrzymała tytuł Muitalus Sámiid birra (Książka o życiu Saamów) i ukazała się w 1910 roku w Kopenhadze. To pierwsze wydanie zawiera tekst saamski wraz z tłumaczeniem Emilie Demant-Hatt na język duński oraz własnoręczne ilustracje Turiego. W 1917 roku książka została opublikowana w przekładzie szwedzkim Svena Karléna i K. B. Wiklunda.
Muitalus sámiid birra została także przetłumaczona na język angielski, niemiecki, węgierski, japoński, włoski, francuski i fiński.
Druga książka Johana Turiego Från fjället (Z gór) została opublikowana w 1931 roku. Zawiera ona wspomnienia Turiego z polowań i towarzyszenia wędrówkom reniferów, a także z dwóch długich wypraw odbytych w towarzystwie angielskiego pisarza i poszukiwacza przygód Franka Hedgesa Butlera i fotografa Borga Mescha. Pierwsza z tych wypraw odbyła się zimą 1913 r. i wiodła z Kiruny do fiordu Porsangerfjord w Norwegii. Druga odbyła się zimą 1914 r. i wiodła do Peczengi w Rosji. Podczas nich Johan Turi pełnił nie tylko funkcję tłumacza, lecz był praktycznie wszystkim. Podczas pierwszej podróży Frank Butler całkowicie przywykł do warunków arktycznych. Johan Turi opisuje między innymi, w jaki sposób on i Borg Mesch próbowali nauczyć Butlera jazdy na nartach: trzymając go między sobą zjeżdżali z długiego łagodnego stoku. Turi pisze: „Ale ja byłem niemal przerażony, że jeśli ten wysoki, tęgi mężczyzna wywróci się na mnie, to mnie zmiażdży jak mały liść”. Tekst Turiego w formie dokładnie takiej, jak on go zapisał, przeplata się w książce ze szwedzkim tłumaczeniem Anny Thuresdotter Bielke.
Wspólnie z o 31 lat młodszym bratankiem Perem Turim Johan Turi jest autorem tomu Lappish texts (Teksty lapońskie), opublikowanego w roku 1918/19 w Kopenhadze przez Emilie Demant-Hatt i K. B. Wiklunda. Saamskie teksty obu autorów są w nim prezentowane równolegle z tłumaczeniem na język angielski. Stosowaną przez Turiego własną pisownię K. B. Wiklund znormalizował według norm ortografii obowiązujących dla języka saamskiego w Norwegii, a Per dokonał w tekstach Turiego niewielkich zmian interpunkcji.
W 1934 roku Johan Turi został odznaczony Złotym Medalem Królewskim za zasługi na polu literackim.

## Dalsza literatura
- Frank Hedges Butler: Through Lapland with skis & reindeer: with some account of ancient Lapland and the Murman coast, Fisher Unwin: London 1917
- Kristin Kuutma: Collaborative Ethnography before Its Time: Johan Turi and Emilie Demant-Hatt, w: „Scandinavian Studies” 2003
- Trulig same skrev klassiker, w: „Språktidningen” nr 5 z 7 października 2010, ISSN 1654-5028, s. 15